# Portal d'accés al carrer Major (Pals)
El Portal d'accés al carrer Major és una obra de Pals (Baix Empordà) inclosa a l'Inventari del Patrimoni Arquitectònic de Catalunya.

## Descripció
El portal comunica la plaça Major amb el carrer del mateix nom, i és l'accés principal a l'interior del nucli fortificat de la vila de Pals. Es tracta d'un portal amb un arc de dimensions considerables format per grans dovelles radials de pedra; a la clau hi ha l'escut de la vila en relleu i la data del 1744. Aquest arc és capalçat, de punt rodó a la banda de la plaça i escarser a l'interior. La volta és generada per un arc carpanell, amb llunetes. Un gran arc de mig punt a la banda que dona al carrer Major completa el conjunt. Es conserven les dues pollegueres de la porta de tancament a la banda exterior.

## Història
Aquest portal, situat a uns metres de distància del traçat de l'antiga muralla, data del segle xviii (1744), segons consta a la clau d'arc d'accés des de la plaça, i és per tant de construcció molt posterior al traçat de la fortificació medieval de Pals. Al mur de la casa de l'antic Ajuntament de la vila que forma part del portal es conserva un gran arc apuntat tapiat de construcció més antiga i que, segons J.Badia, podia haver format part d'una llotja o plaça coberta anterior al portal.